# Пардубицкий замок
 Национальный памятник культуры Чешской Республики (регистрационный номер 355 NP от  2010 года)
Пардубицкий замок (чеш. Pardubický zámek) — ренессансный замок-дворец недалеко от центра города Пардубице (Чехия), бывший в XV—XVI веках резиденцией панов из Пернштейна. В настоящее время в замке размещаются Восточно-Чешский музей, Восточно-Чешская галерея и региональное отделение Национального института памятников. В 2010 году замок внесён в список национальных памятников культуры Чешской Республики.

## История замка

### Во владении панов из Дубы и панов из Пардубиц
Согласно археологическим данным, уже в конце XIII века на месте нынешнего замка располагалась крепость, служившая панской резиденцией. Первым владельцем Пардубицкого панства и замка, имя которого сохранилось в документальных источниках начала XIV века, был Пута из Фридланта (упоминается в 1318—1319 годах), сын Гинека из Дубы, занимавшего высокое положение при дворе последних королей из дома Пршемысловичей. Очевидно, в это время на месте замка был сооружён водный форт. Сыновья Путы из Фридланта Гинек-Гайман и Гинек-Црг из Дубы между 1325—1330 годами обменяли Пардубицкий замок с панством на замок Визмбурк. Новым пардубицким паном стал Арношт из Гостине (умер в 1342), основавший таким образом род панов из Пардубиц, при которых в XIV веке водный замок был существенно перестроен.
Старший сын Арношта из Гостине, Арношт из Пардубиц, выбрал духовную карьеру, став в 1344 году первым архиепископом Праги, второй сын тоже избрал церковную службу, поэтому Пардубицкое панство унаследовал третий сын Смиль из Пардубиц (умер около 1358), а после его смерти — четвёртый, Вилем «Флашка» из Пардубиц (умер около 1387). После смерти Вилема последовали долгие судебные тяжбы, вызванные долгами панов из Пардубиц, и в результате Пардубицкое панство и замок были переданы приближённому короля Вацлава IV, силезскому дворянину Ганушу из Мильгейма. После смерти Гануша в 1405 году его наследники продали замок и панство. Имя покупателя в письменных источниках не сохранилось.

### Замок в XV веке

Карта замка и города Пардубице (около 1760 года)

В начале гуситских войн Пардубицкий замок и панство принадлежали Викторину Бочеку из Кунштата и Подебрад, одному из соратников гуситского гетмана Яна Жижки. После смерти Викторина в 1427 году замок и панство унаследовал его малолетний сын Йиржи, опекуны которого не сумели удержать Пардубицкий замок, и его захватил моравский дворянин Ян Главач из Митрова. Последний в 1436 году продал Пардубицкое панство и замок гуситскому гетману Дивишу Боржеку из Милетина (умер в 1438). Вскоре после окончания войн замок был перестроен и окружён новой каменной стеной с угловыми башенками и бойницами (фрагменты двух башен сохранились до наших дней).
После смерти Дивиша Боржека замок перешёл под управление его брата Ванека из Милетина (умер после 1454), а после смерти Ванека — к его сыну Йиржику Пардубскому из Милетина. Последний настолько погряз в долгах, что оказался замешан в мошеннических махинациях, за которые ему в 1490 году грозил королевский суд. Стремясь избавиться от долгов, Йиржик в 1491 году продал панство вместе с замком моравскому пану Вилему II из Пернштейна, который решил сделать Пардубицкий замок родовым гнездом аристократического семейства Пернштейнов в Богемии. Поскольку Вилем из Пернштейна занимал высокое положение при дворе короля Владислава II и являлся одним из влиятельнейших вельмож Чехии, его резиденция в Пардубицком замке очень скоро стала важным общественно-политическим центром Чешского королевства. Вилем II полностью перестроил замок в архитектурном стиле поздней готики, превратив его в четырёхкрылый двухэтажный дворец с закрытым внутренним двором. Вокруг дворца и двора с хозяйственными постройками были возведены мощные оборонительные сооружения: прямоугольная в плане система валов с мощными артиллерийскими бастионами по углам, окружённая стенами с ружейными бойницами.

### Замок в XVI—XVIII веках

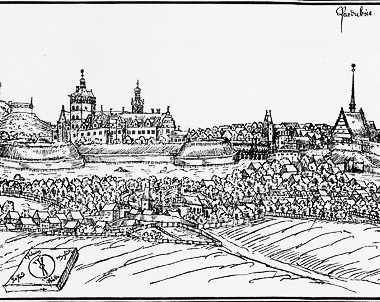
Ян Вилленберг. Гравюра 1602 года

В 1507 году Вилем II из Пернштейна разделил свои обширные моравско-чешские владения между двумя своими сыновьями, в результате чего Пардубицкое панство с замком перешло Войтеху I из Пернштейна (умер в 1534), а после его смерти — его брату Яну IV Богатому (умер в 1548). Сыновья Вилема начали перестройку замка в ренессансном стиле, первый этап которой был окончен, по-видимому, в первой половине 40-х годов XVI века. В результате интерьер замка приобрёл ренессансный вид, частично сохранившийся до наших дней. В 20—40-х годах XVI века в замке был надстроен один этаж.
В 1560 году отягощённый долгами Ярослав из Пернштейна, старший сын Яна IV Богатого, продал Пардубицкое панство и замок эрцгерцогу Максимилиану. После того как замок перешёл в королевскую собственность, он утратил значение панской резиденции и служил резиденцией королевского управляющего. В замке периодически останавливались короли Чехии со своим двором. Второй этап ренессансной перестройки замка была осуществлён по указанию королевской финансовой палаты («коморы») в 1574—1579 годах под руководством придворного архитектора Ульрико Аосталли де Сала. Замок, помимо прочего, приобрёл сграффитовый фасад, был переделан фронтон ризалита над входом в замок, к северному крылу была пристроена лестница, а на третьем этаже этого крыла был создан просторный зал. В этом виде замок был запечатлён в 1602 году на гравюре Яна Вилленберга.
Восстановление города Пардубице после Тридцатилетней войны потребовало от королевской администрации создания новых доходных предприятий. В связи с этим, помимо прочего, в 1650 году в Пардубицком замке была построена пивоварня, а в 1663 году в северной части замкового рва были сооружены бумажная фабрика, дубильня и кожевенный завод, работающие при помощи водяных колёс (эти предприятия действовали на территории замка до 1723 года, после чего были перенесены в село Семин). В 1723—1726 годах под руководством Франтишека Максимилиана Каньки была проведена модификация замка в стиле барокко, которая не привела к существенным изменениям системы строений замкового комплекса. Были переделаны зал на первом этаже и второй этаж северного крыла. Во время реконструкции интерьера замка в XVIII веке настенные росписи рыцарских залов были повреждены, их восстановление было осуществлено только в 20-х годах XX века после того, как замок купило музейное общество города Пардубице.
|                |  |                   |  |                |  |                |
| Фото 1927 года |  | Гравюра 1866 года |  | Фото 1910 года |  | Фото 1927 года |

### Замок в XIX—XXI веках
К концу XVIII века замок пришёл в некоторое запустение, его ареал использовался в качестве склада пардубицкой текстильной мануфактуры, а жилые помещения были переданы государством для проживания вышедших на пенсию офицеров королевской армии, что пагубно сказалось на сохранности интерьера замка. В 1778 году разоружённые к тому времени бастионы замковых укреплений были превращены в сады, а в 1836 году замок официально потерял статус и значение военной крепости, после чего замковые валы были засажены плодовыми деревьями и виноградниками. Во второй половине XIX века замок перешёл в частную собственность, а в 1920 году его выкупило пардубицкое музейное общество, арендовавшее часть помещений замка с 1892 года. После этого началась постепенная реставрация замка. В 1953 году замок был национализирован чехословацким правительством, реставрация прекратилась, перестали соблюдаться простейшие требования технического обслуживания, в результате чего в 70-х годах XX века на третьем этаже замка произошло обрушение потолка. Только после этого была начата генеральная реконструкция замка, проведение которой до 1994 года осуществлялось крайне медленно, но затем реставрационные работы заметно активизировались. Наконец, в 1997 году замок в восстановленном виде был вновь открыт для посещения общественности и туристов. С 2001 года Пардубицкий замок находится в собственности Пардубицкого края Чешской Республики и используется для размещения Восточно-Чешского музея Пардубице. Барбакан замка остался в республиканской собственности, в нём размещается пардубицкое региональное отделение Национального института памятников Чешской Республики. В одном из бывших хозяйственных строений замка располагается Восточно-Чешская галерея Пардубице.
В 2010 году замок внесён в список национальных памятников культуры Чешской Республики. В 2013 году прошло торжественное повторное открытие замковой капеллы Трёх царей в восточном крыле замка, возведённой Вилемом II из Пернштейна в начале XVI века и закрытой в 1979 году.

## Описание
Достоверно неизвестно, как выглядел Пардубицкий замок до перестройки, осуществлённой Вилемом II из Пернштейна. Установлено, что нынешние подвалы северного крыла замка и главной замковой башни до перестройки составляли первый этаж. В результате укрепления обороны замка вскоре после окончания гуситских войн были возведены четыре округлые угловые башенки, две из которых частично сохранились до наших дней, а другие две известны благодаря археологическим исследованиям. Вероятно, в самом начале XVI века эта оборонительная система прекратила своё существование в процессе возведения массивных земляных валов с мощными угловыми бастионами (до наших дней сохранились их очертания), на которых были размещены артиллерийские орудия. Высота валов доходила до второго этажа замка, с внешней стороны они были защищены стеной с ружейными бойницами. Перед внешней стеной простирался широкий ров, который в случае опасности быстро наполнялся водой благодаря сложной системе водоснабжения вокруг города. Новые укрепления Пардубицкого замка были сооружены с применением наиболее передовых позднеготических методов фортификации. Сам средневековый замок был полностью перестроен в представительный четырёхкрылый двухэтажный дворец с закрытым внутренним двором в позднеготическом архитектурном стиле. С некоторыми изменениями созданная при Вилеме II структура замкового комплекса сохранилась до наших дней. Данный архитектурный объект, сочетающий в себе элементы неприступной крепости и комфортабельной аристократической резиденции, в такой степени сохранности не имеет аналогов в Центральной Европе.
Из города в замок можно попасть только через один вход: на главной широкой улице города со стороны площади к замку прилегает крепостная стена, продолжающаяся до живописного трёхугольного барбакана (т. н. «Пршиградека» — чеш. Příhrádek), первоначально связанного с замком длинным деревянным мостом. Только после прохождения вторых ворот Пршиградека, охраняемых квадратной башней, можно пройти внутрь замковых укреплений. Через год после большого наводнения 1804 года вместо деревянного моста была сооружена земляная дамба из наносов с каменным мостом посредине. Над каналом, через который сквозь дамбу в замковый ров поступала вода, были возведены две статуи святых — Яна Непомуцкого и Франциска из Паолы.
|                               |  |                                                                     |  |                       |  |                                                               |
| «Пршиградек» (барбакан) замка |  | Вид с востока: внешняя крепостная стена, вал, восточное крыло замка |  | Внутренний двор замка |  | Вид с северо-востока: внешний двор и сграффитовый фасад замка |

Сохранившийся входной замковый портал, высеченный в 1529—1538 годах и установленный в 1541 году (даты указаны на самом портале), соединён с внешним двором рельефно украшенным каменным мостом, перекинутым через небольшой внутренний ров (строительство моста было окончено в 1543 году). В интерьере замка особого внимания заслуживают рыцарские залы с фресками в стиле эпохи Возрождения, принадлежащими к старейшим сохранившимся в Чехии ренессансным настенным росписям. Особо ценными являются два сохранившихся в первоначальном виде кессонных потолка, расписанных в раннеренессансном стиле.
Самым большим рыцарским залом замка является Мазхаус (чеш. Mázhaus), на стене которого сохранилась часть раннеренессансной фрески «Закон и Благодать», которая датируется началом 40-х годов XVI века. Этот образ отражал утраквистские воззрения владельцев замка из рода Пернштейнов и был создан под влиянием работ Лукаса Кранаха Старшего. В Мазхаусе также сохранились ценные готическо-ренессансные порталы работы неизвестного мастера. В Войтеховом зале сохранились фрагменты иллюзорных архитектурных росписей вокруг порталов и оконных ниш, а также на колоннах в углах зала. Главной картиной Войтехова зала является настенный образ «Самсон и Далила», датированный 1532 годом и признанный старейшей в Чехии ренессансной настенной фреской, дошедшей до наших дней. Другой сохранившейся фреской является изображение обнажённой женщины, озаглавленное сентенцией «Fortuna volubilis» («Фортуна переменчива»). Зал богато украшен изображениями герба Войтеха I из Пернштейна. В юго-западном углу Войтехова зала находится эркер с позднеготическим сводом работы королевского каменщика Ганса Шписа, возведённым ещё при Вилеме II из Пернштейна. Третий рыцарский зал — Колонный — отличается сохранившимся до наших дней великолепным кессонным потолком в стиле поздней готики, созданным между 1520 и 1530 годами. Особую ценность представляет раннеренессансная роспись потолка в виде растительного орнамента. Второй подобный потолок сохранился в одном из залов третьего этажа восточного крыла замка.
|                              |  |              |  |                              |  |                          |
| Герб Войтеха I из Пернштейна |  | Вход в эркер |  | Позднеготический свод эркера |  | Фреска Fortuna volubilis |